# Karl von Hammer-Purgstall
Karl von Hammer-Purgstall, auch Karl Freiherr von Hammer-Purgstall (* 20. April 1817 in Wien; † 12. Februar 1879 in Triest) war Offizier, Gutsbesitzer und Abgeordneter zum Österreichischen Abgeordnetenhaus.

## Leben
Karl von Hammer-Purgstall war Sohn des Gutsbesitzers und Orientalisten Josef Freiherr von Hammer-Purgstall (1774–1856). Er besuchte von 1831 bis 1837 eine Ingenieurakademie in Wien und wurde Offizier:
Im Jahr 1837 wurde er Fähnrich, 1838 Unterleutnant, 1845 Oberleutnant, 1849 Hauptmann und 1853 wurde er außer Dienst gestellt. Ab 1856, nach dem Tod seines Vaters, wurde er Besitzer des Guts Hainfeld, heute in der Gemeinde Feldbach.
Karl von Hammer-Purgstall war von 1869 bis 1879 Mitglied im steiermärkischen Landtag (II., III., IV. und V. Wahlperiode), Kurie Großgrundbesitz.
Er war römisch-katholisch und ab 1847 verheiratet mit Karoline Lassovich, mit der er vier Söhne und zwei Töchter hatte, wobei ein Sohn jung verstarb.

## Politische Funktionen
Karl von Hammer-Purgstall war vom 4. November 1873 bis zu seinem Tod am 12. Februar 1879 Abgeordneter des Abgeordnetenhauses im Reichsrat (V. Legislaturperiode) und vertrat dort für das Kronland Steiermark die Kurie Städte 5 (Hartberg, Friedberg, Pöllau, Vorau, Feldbach, Fehring, Fürstenfeld, Burgau, Weiz, Passail, Birkfeld, Gleisdorf, Pischelsdorf, St. Ruprecht).

## Klubmitgliedschaften
Karl von Hammer-Purgstall war Mitglied beim Klub der Linken, wurde aber am 24. November 1876 fraktionslos. Schon ab dem 27. November 1876 gehörte er dem deutschfortschrittlichen Fortschrittsklub an.